# Juršinci
Juršinci är en kommun belägen i nordöstra Slovenien.

## Bilder

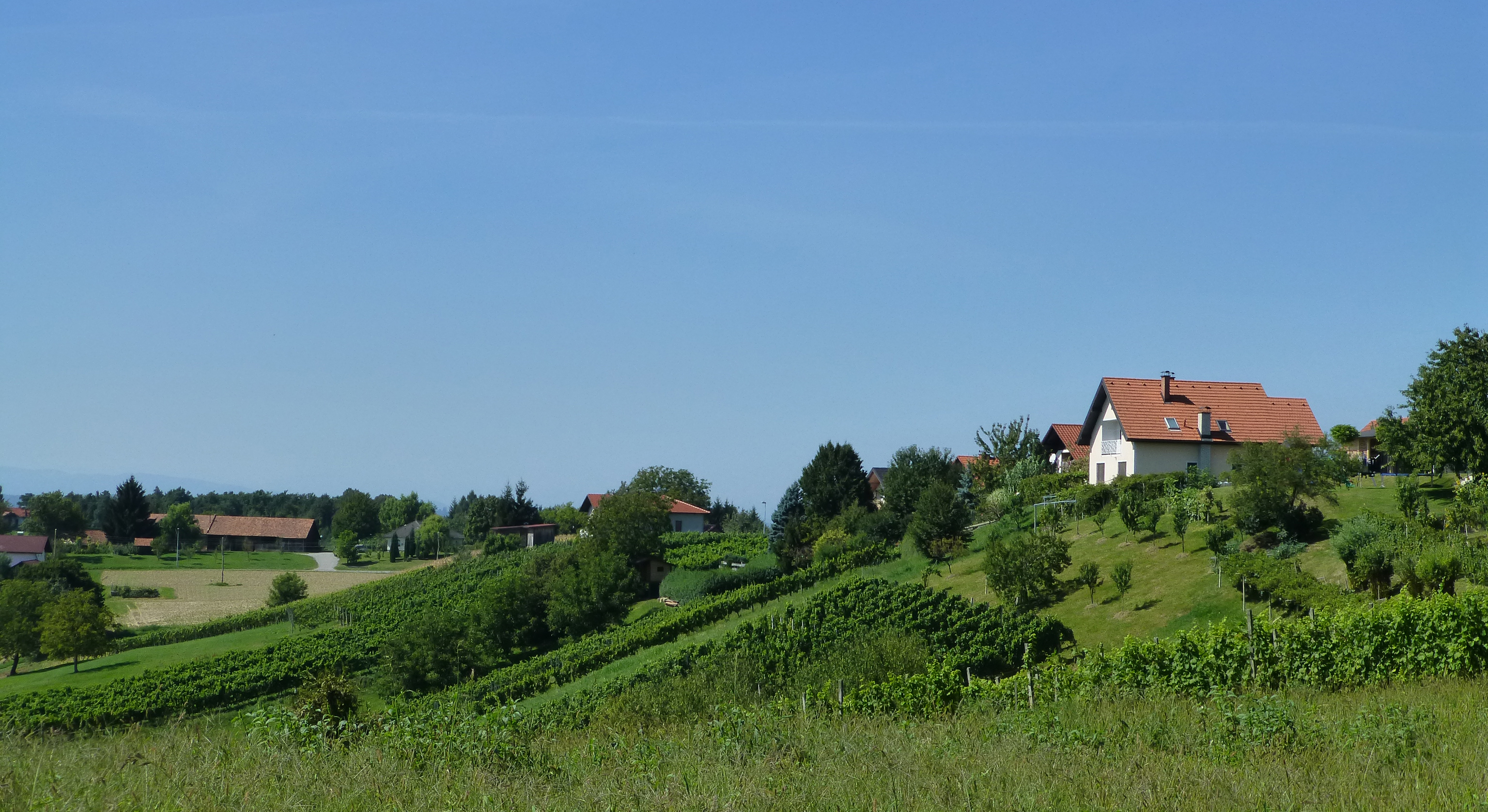
Vinodlingar
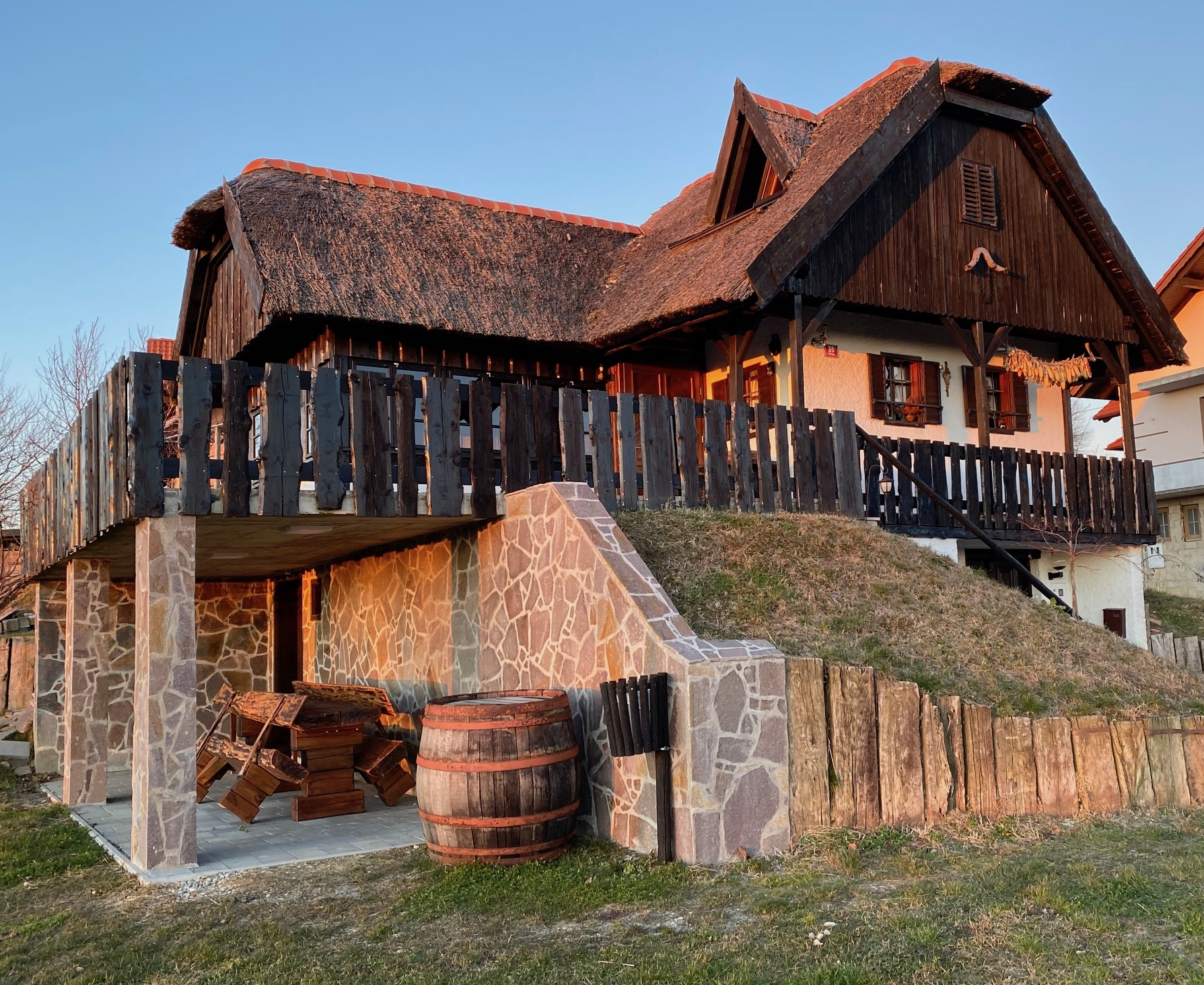
Hus vid vingård
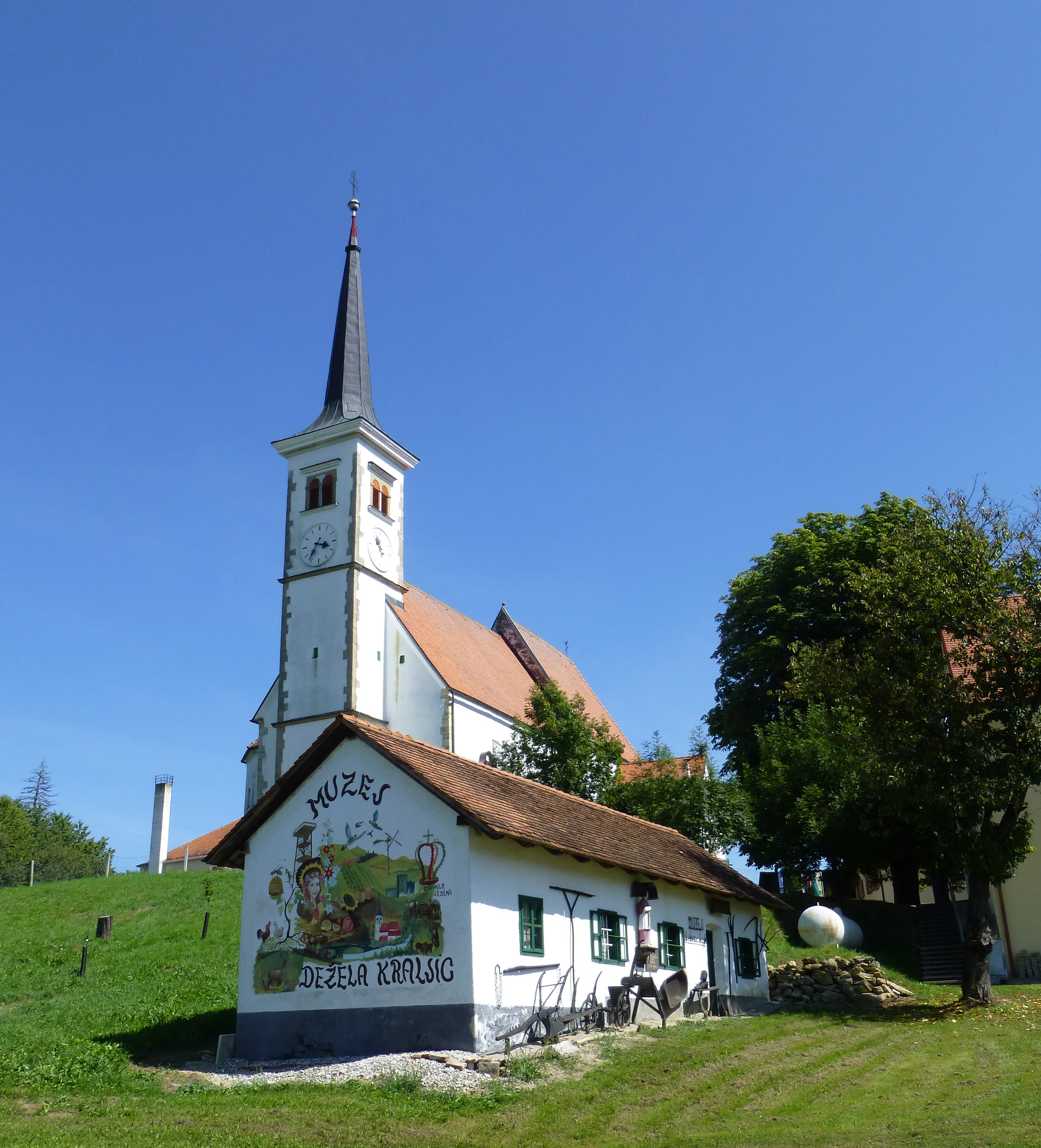
Kyrka och museum
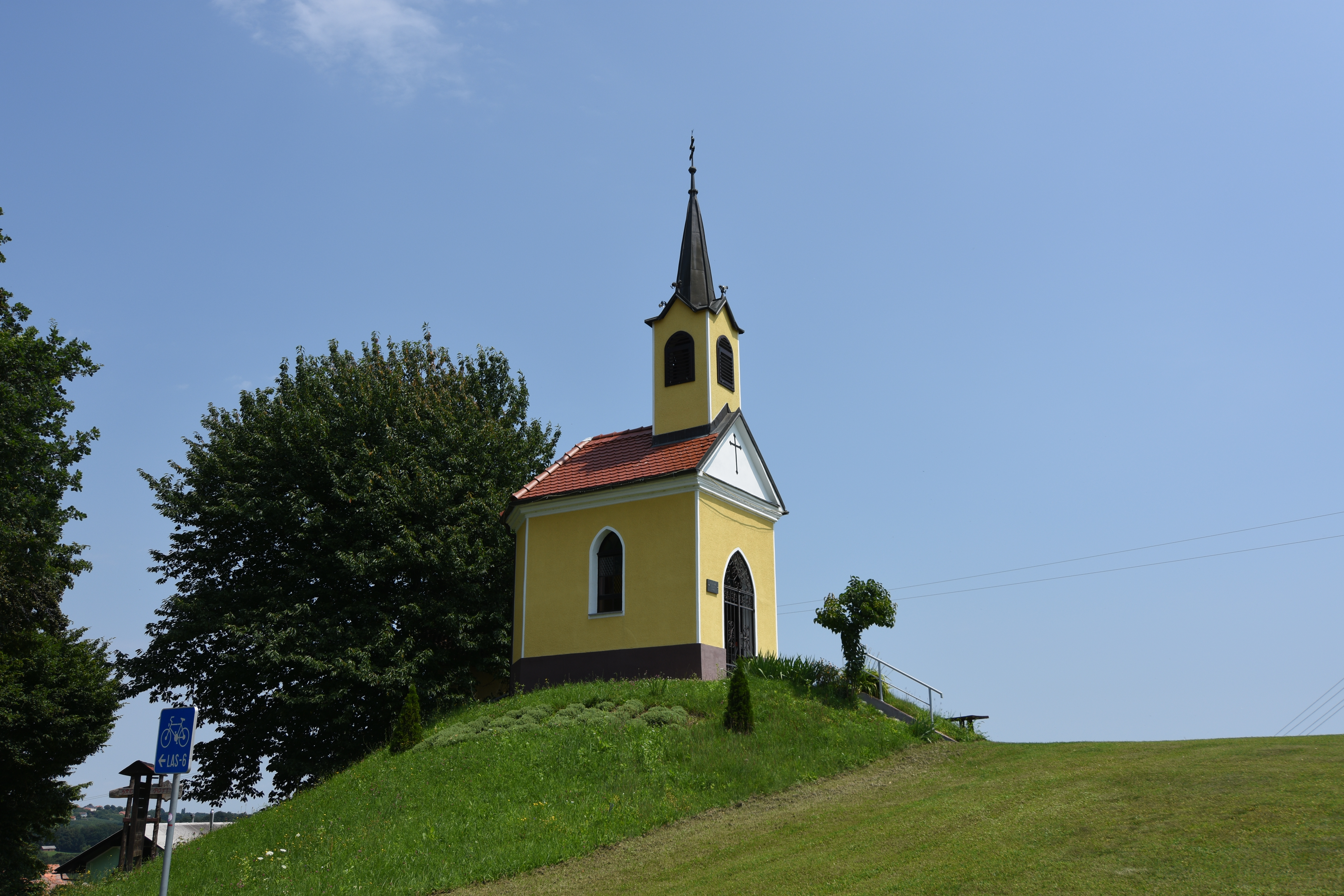
Kapell